# 酸化プロメチウム(III)
酸化プロメチウム(III)(Promethium(III) oxide)は、化学式Pm2O3の化合物である。プロメチウムの最も一般的な形態である。

## 結晶構造
酸化プロメチウム(III)は、主に次の3つの結晶構造で存在する。
| 結晶構造 | ピアソン記号 | 空間群 | No. | a,b,c (nm)             | β(deg) | Z  | 密度 (g/cm3) |
| -------- | ------------ | ------ | --- | ---------------------- | ------ | -- | ------------ |
| 立方晶   | cI80         | Ia3    | 206 | 1.099                  |        | 16 | 6.85         |
| 単斜晶   | mS30         | C2/m   | 12  | 1.422; 0.365; 0.891    | 100.1  | 6  | 7.48         |
| 六形晶   | hP5          | P3m1   | 164 | 0.3802; 0.3802; 0.5954 |        | 1  | 7.62         |

*a, b, cは、格子定数である。Zは単位胞当たりの分子数である。密度はX線データから計算される。
低温の立方晶は、750-800℃に加熱することで単斜晶に変換する。この遷移は、酸化物を融解させることで元に戻る。単斜晶から六方晶への遷移は、1740℃で開始する。